# Mariângela Duarte
Mariângela de Araújo Gama Duarte (Rio de Janeiro, 3 de abril de 1946 — Santos, 21 de maio de 2020) foi uma professora e política brasileira. 

## Vida pessoal

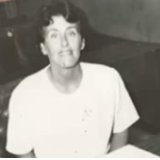
Mariângela Duarte

Nascida no Rio de Janeiro, foi criada no estado de Minas Gerais e mudou-se para Santos na década de 70. 
Era casada com o economista Dario Gama Duarte (falecido em 2017) , com quem teve quatro filhos. 

## Vida acadêmica
Graduou-se em Letras pela Universidade Católica de Santos (UniSantos) em 1973 e deu continuidade aos estudos fazendo especialização em teoria literária na mesma universidade em 1974-1975. Fez o mestrado em teoria literária em Mogi das Cruzes (SP) em 1979-1982, e uma pós-graduação na Universidade de São Paulo (USP) em 1984-1987. 
Foi professora da rede oficial do estado a partir de 1973 e fundadora e membro da Associação dos Professores do Ensino Oficial do Estado na Baixada Santista a partir de 1978. e professora da UniSantos de 1976 a 1998. Presidiu também a Associação dos Docentes da UniSantos de 1984 a 1985.
Era fã da poetisa Adélia Prado e se orgulhava de ser educadora, sempre ressaltando que era aposentada como professora e não como política 

## Vida política

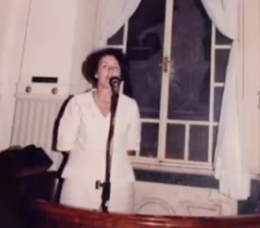
Mariângela no mandato de vereadora

Em 1979, filiou-se ao antigo PMDB e em 1986, deixou o partido para ingressar no PT.  Em 1988, foi eleita vereadora pelo partido em Santos. Em 1992, foi reeleita com a segunda maior votação do pleito.. Foi a líder do PT na Câmara Municipal de Santos entre 1991 e 1994 
Em 1994, elegeu-se deputada estadual e repetiu o feito em 1998. Na Assembleia Legislativa de São Paulo, lutou pela universidade pública na região da Baixada Santista, a qual teve culminância com a criação do Campus Litoral Paulista da Unesp e a revogação do fechamento da Fatec em Santos. Lutou pela instalação da Fatec em Praia Grande. Em 2002, se candidatou a deputada federal pelo PT e obteve a suplência. Assumiu o cargo em 4 de fevereiro de 2003 após o então deputado José Dirceu ter assumido o Ministério da Casa Civil.
Em 20 de julho de 2005, deixou a Câmara dos Deputado e retornou para a suplência após Aldo Rebelo (PCdoB), deputado eleito em 2002, deixar o Ministério da Coordenação Política e reassumir o mandato. Em 6 de dezembro do mesmo ano, retornou definitivamente à Câmara, após a cassação de José Dirceu.
Dentre suas realizações como deputada federal, conseguiu a instalação de um campus da Unifesp em Santos (SP) e tornou-se referência nacional na política do biodiesel. Também foi a responsável pela Lei de Política Nacional de Prevenção às Hepatites.

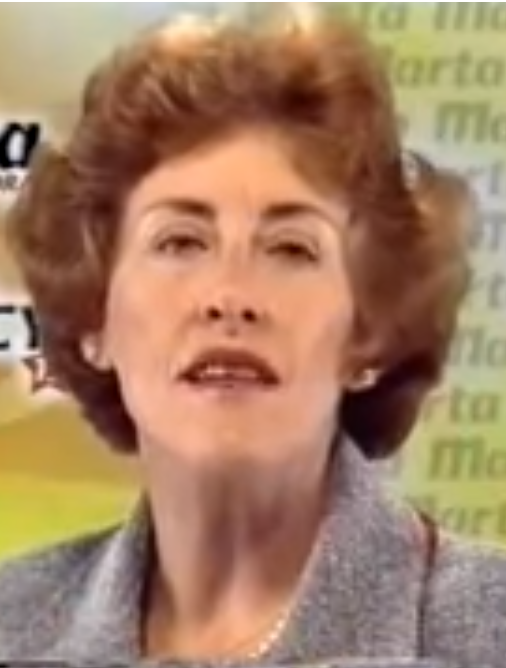
Mariângela em 1998

Três assessoras parlamentares de Mariângela se lançaram na política e venceram eleições: Maria Antonieta de Brito (Guarujá, eleita vereadora em 2000 e prefeita em 2008 e 2012), Márcia Rosa de Mendonça Silva (Cubatão, eleita vereadora em 2000 e 2004 e prefeita em 2008 e 2012) e Sandra Kennedy (Registro, eleita prefeita em 2008) 
Em 2006, disputou a reeleição mas ficou na suplência. Em janeiro de 2007, deixou a Câmara dos deputados e em setembro do mesmo ano deixou o PT para filiar-se ao PSB.
Em 2008, foi candidata à Prefeitura de Santos, ficando em 3º lugar. Em 2010, foi candidata à deputada estadual pelo PSB, ficando na suplência.
Em 2012, apoiou Paulo Alexandre Barbosa para a prefeitura de Santos e Maria Antonieta de Brito para a prefeitura de Guarujá. 
Em 2013, aceitou o convite da então prefeita de Guarujá (SP) Maria Antonieta de Brito e assumiu a secretaria de cultura da cidade. 
Em 2014, deixou o cargo e participou de sua última campanha eleitoral. Candidatou-se novamente à deputada estadual, desta vez pelo PCdoB e obteve a suplência.
Em 2016, filiada ao PSD e anunciou que não mais disputaria eleições, embora continuasse atuante na política apoiando candidatos e atuando em na formação de novas lideranças políticas.
Em 2018, apoiou a ex-jornalista da TV Tribuna, Rosana Valle, para deputada Federal, eleita com 106 mil votos.
Em 2019, foi homenageada na Câmara Municipal de Santos durante a sessão solene comemorativa dos 15 anos da implantação do Campus da Unifesp na Baixada Santista. 

## Morte e homenagens
Em novembro de 2019, Mariângela descobriu um câncer no pâncreas e em 21 de Maio de 2020 morreu em casa, por causa da doença, aos 74 anos. Foi velada em sua residência e cremada no Memorial Necrópole Ecumênica, na mesma cidade.
A deputada federal Rosana Valle, eleita em 2018 com o apoio de Mariângela, que também participou de sua posse em fevereiro de 2019, apresentou um projeto de lei que batiza o Campus Baixada Santista da Unifesp com o nome de Mariângela.  Em setembro de 2020, a reitoria da Unifesp decidiu por aclamação nomear o edifício central do Campus de "Edifício Acadêmico Professora Mariângela de Araújo Gama Duarte".
Em outubro de 2020 a prefeitura de Santos também homenageou Mariangela, batizando uma das pistas da recém-construída Ponte sobre o Rio São Jorge, na  Zona Noroeste da cidade, com o nome da deputada 